# Sfermió
En teories supersimètriques de física de partícules, un sfermió és la partícula d'espín-0 (és a dir bosònica) supercompanya associada a cada fermió (és a dir d'espin-1/2, quarks i leptons).
En extensions supersimètriques del Model Estàndard cada partícula té un supercompany amb espín que difereix d'un factor 1⁄2. En general, el nom dels companys supersimètrics dels fermions és forma afegint el prefix "s" (denotant que és una partícula escalar amb espín 0). Per exemple, el supercompany del quark superior s'anomena scim ('stop' en anglès). Els sfermions tenen els mateixos nombres quàntics de gauge que els fermions de l'SM. És a dir, la mateixa càrrega de color, càrrega d'isospin feble i hipercàrrega (i consegüentment càrrega elèctrica). Cap partícula supersimètrica ha estat experimentalment observada i límits a les seves masses superiors a centenars de GeV han estat imposats per mesures al Gran Col·lisionador d'Hadrons (LHC) del CERN.

## Llista de squarks
Els squarks són els supercompanys dels quarks. Aquests inclouen el squark samunt, squark savall, squark sencant, squark sestrany, squark scim, i squark sfons.
| Squark            | Símbol                       | Quark associat | Símbol            |
| ----------------- | ---------------------------- | -------------- | ----------------- |
| Primera generació |                              |                |                   |
| Squark samunt     | {\displaystyle {\tilde {u}}} | Amunt quark    | {\displaystyle u} |
| Squark savall     | {\displaystyle {\tilde {d}}} | Avall quark    | {\displaystyle d} |
| Segona generació  |                              |                |                   |
| Squark sencant    | {\displaystyle {\tilde {c}}} | Quark d'encant | {\displaystyle c} |
| Squark sestrany   | {\displaystyle {\tilde {s}}} | Quark estrany  | {\displaystyle s} |
| Tercera generació |                              |                |                   |
| Squark scim       | {\displaystyle {\tilde {t}}} | Quark cim      | {\displaystyle t} |
| Squark sfons      | {\displaystyle {\tilde {b}}} | Quark fons     | {\displaystyle b} |

## Llista de sleptons
Els sleptons són els supercompanys dels leptons. Aquests inclouen el selectró, l'smuó, l'stauó, i els sneutrins.
| Sleptó             | Símbol                                  | Leptó associat    | Símbol                       |
| ------------------ | --------------------------------------- | ----------------- | ---------------------------- |
| Primera generació  |                                         |                   |                              |
| Selectró           | {\displaystyle {\tilde {e}}}            | Electró           | {\displaystyle e}            |
| Sneutrí electrònic | {\displaystyle {\tilde {\nu }}_{e}}     | Neutrí electrònic | {\displaystyle \nu _{e}}     |
| Segona generació   |                                         |                   |                              |
| Smuó               | {\displaystyle {\tilde {\mu }}}         | Muó               | {\displaystyle \mu }         |
| Sneutrí muònic     | {\displaystyle {\tilde {\nu }}_{\mu }}  | Neutrí muònic     | {\displaystyle \nu _{\mu }}  |
| Tercera generació  |                                         |                   |                              |
| Stau               | {\displaystyle {\tilde {\tau }}}        | leptó tau         | {\displaystyle \tau }        |
| Sneutrí tauònic    | {\displaystyle {\tilde {\nu }}_{\tau }} | Neutrí tauònic    | {\displaystyle \nu _{\tau }} |